# Backhaus Nahrstedt
Das Backhaus Nahrstedt ist eine eigenständige, mittelständische Großbäckerei und ein Gastronomiebetrieb mit Sitz in der südthüringischen Kreisstadt Meiningen. Das Backhaus ist als Vorreiter bundesweit der erste Bäckereibetrieb, der seine Produkte ohne künstliche Zusatzstoffe und Konservierungsmittel herstellt.
Das Backhaus Nahrstedt produziert im Meininger Ortsteil Dreißigacker Backwaren aller Art. Es vertreibt seine Produkte in 83 eigenen Filialen in Süd- und Westthüringen, in Unterfranken sowie im Großraum Coburg in Oberfranken, darunter befinden sich rund 30 Cafés und Bistros, die das Unternehmen in Form einer Systemgastronomie betreibt. Der Betrieb entwickelte sich in den 1990er Jahren innerhalb weniger Jahre von einer einfachen Backstube zur Großbäckerei und ab 2002 zu einem Gastronomiebetrieb. Das Unternehmen stellt neben Brot und Brötchen auch andere Backwaren wie Kuchen und Torten her.

## Geschichte
Das Backhaus Nahrstedt wurde 1964 als kleiner privater Handwerksbetrieb in Finsterbergen, seit 2007 ein Ortsteil von Friedrichroda, durch Wolfgang und Brigitte Nahrstedt in einer gemieteten Backstube gegründet, was in der DDR zu dieser Zeit eine Seltenheit darstellte. 1970 zog das Backhaus in eine selbst erworbene ehemalige Bäckerei in der Georgstraße in Meiningen um. 1977 fand ein weiterer Umzug nach Zeuthen bei Berlin statt. 1983 übernahm Ralf Nahrstedt die Geschäftsführung der Bäckerei.
1989 kehrte das Backhaus Nahrstedt durch einen Rückkauf ihres Wohnhauses mit Backstube nach Meiningen zurück. Seine erste Filiale eröffnete Ralf Nahrstedt 1991 in Meiningen und die Mitarbeiterzahl stieg auf zwölf an. Im selben Jahr ließ der Bäckermeister den Neubau einer modernen Großbäckerei im Gewerbegebiet Meiningen-Dreißigacker errichten. 1992 folgten sieben weitere neue Filialen. Als Innovation verzichtet die Bäckerei seit 1996 auf künstliche Zusatzstoffe sowie Konservierungsmittel bei der Herstellung von Brot und Brötchen. 1996 bekam das Backhaus Nahrstedt dafür den „Marktkiekerpreis“ verliehen.
Den Bäckereistammbetrieb ließ Nahrstedt 1995, 1997/98, 2000 und 2005 mehrmals baulich erweitern und dort einen Auto-Drive-in einrichten. 2002 eröffnete Nahrstedt in Meiningen auf dem Markt seine erste Coffee-Shop-Filiale. Die ursprüngliche Backstube in der Meininger Georgstraße wurde im Jahr 2007 durch einen modernen Neubau mit Glasfassade ersetzt. Das vom Architekten Karsten Merkel konzipierte Haus in der Fußgängerzone beherbergt seitdem das „Georg-Cafe“ auf zwei Etagen und zeigt in seinen Gasträumen mit einer Fotogalerie zahlreiche historische Aufnahmen der Georgstraße.
Das Backhaus Nahrstedt unterhält heute 83 selbst betriebene Verkaufsstellen, darunter zehn an seinem Stammsitz in Meiningen. Unter den rund 400 Mitarbeitern befinden sich 26 Auszubildende, die die Berufe Bäcker und Verkäufer erlernen. Für seine beständige Lehrlingsausbildung war das Backhaus im Jahr 2008 für den „MuT-Unternehmerpreis“ der IHK Südthüringen in der Kategorie Ausbilder des Jahres nominiert. Im Jahr 2007 wurden die Backhaus Nahrstedt Premium GmbH und 2009 die Backhaus Nahrstedt Center GmbH gegründet. Diese Unternehmen sind für den Vertrieb der Backwaren sowie das Betreiben der gastronomischen Einrichtungen verantwortlich.

## Produkte
Brötchen in verschiedenen Arten, Brote und Baguettes in verschiedenen Sorten, Konditorwaren und Kuchen (Stand: 2008).

## Auszeichnungen
Das Backhaus erhielt vom Zentralverband des Deutschen Bäckerhandwerks e.V. mehrere Auszeichnungen:
- Goldmedaillen beziehungsweise das Prädikat „sehr gut“ bekam es für drei Brotsorten (zweimal 2006 / einmal 2007) und eine Brötchenart (2008).
- Silbermedaillen beziehungsweise das Prädikat „gut“ wurden zwei Brotsorten (beide 2007) sowie einer Brötchenart (2008) verliehen.

Für seine Firmenentwicklung erhielt das Backhaus den Innovationspreis „Marktkiekerpreis“ und war weiterhin 2003 Finalist für den Mittelstandspreis der Oskar-Patzelt-Stiftung und war hier 2010 als Preisträger nominiert.